# 文夏
文夏（臺語：Bûn-hā，1928年5月20日—2022年4月6日），本名王瑞河，筆名愁人，台南麻豆出生，台灣知名台語歌曲歌手、作詞家、電影演員，傳世知名的歌曲上百首，有「寶島歌王」、「國寶歌王」、「台灣歌神」之稱號。

## 生平
3歲隨父母遷居臺南市，5歲加入台南聖教會唱詩班，就讀港公學校時期發現歌唱天分，國小畢業後，遠赴日本東京就讀中學，拜入日籍知名音樂家宮下常雄門下學習聲樂、作曲、鋼琴和吉他演奏。戰後回臺南，入學臺南市立商業職業學校（今國立臺南高級商業職業學校），開始與同學展開音樂活動，二年級時創作名曲〈飄浪之女〉（許丙丁作詞），自組「夜之樂團」演出，常在運河與朋友彈吉他高歌，特愛演唱義大利民謠，另有〈南國賣花姑娘〉（許丙丁作詞）、〈悲戀〉、〈望鄉〉（康榮如作詞）等作品。
就讀台南高商時曾和前奇美總裁許文龍合組樂團，畢業後自組「文夏夏威夷樂團」，以滑音吉他號召，在自家的三樓開設音樂教室，集結成音樂班底四處演奏打開名氣，後登上廣播電臺一唱成名，逐漸成為知名的歌手。
1955年起在亞洲唱片公司發表唱片，1957年之後發行長時間專輯唱片，開始翻唱日語歌曲，以「愁人」為筆名改編臺語歌詞，保留原曲韻味，於是開創臺語詩歌的新情調，累積知名歌曲眾多。文夏也轉型為以流行歌曲演出為主的專業歌手，鄉愁、流浪歌謠成為他的作品特色。早期代表作有〈黃昏的故鄉〉、〈媽媽請你也保重〉、〈星星知我心〉及〈彼個小姑娘〉等等。
文夏成名後，在作曲家黃敏的建議下，召募女孩歌手組成文夏四姊妹共同巡迴演唱，開始加入的成員有文香、文卿、文麗、文鶯等，後成員輪替。1962年文夏受聘主演電影《臺北之夜》，掀起熱烈票房，在幾次獲利匪淺的拍片嘗試後，1964年自行籌組「文氏影業公司」，集編劇、監製、企劃、編曲於一身，更全面與觀眾接觸，以遊樂人間的「阿文哥」形象演唱親切活潑、帶動熱烈氣氛的歌謠，與電影「隨片登台」趕場演出，最高紀錄一天演出18場。至1972年間共主演過11部台語電影，而文香也在日後成為文夏的妻子。
文夏一共錄製過大約一千兩百首台語歌曲，他的音樂人生，幾乎等同台語歌的全盛時期。創作力豐沛的文夏，到了2002年仍創作新曲，2003年自譜詞曲寫下象徵族群融合的〈大台灣進行曲〉，被尊稱為「台灣國寶」，2005年舉辦「文夏夢幻演唱會」，巡迴全國演出。2016年出版了自傳《文夏唱暢遊人間物語》。
2022年4月6日晚間因器官衰竭於睡夢中辭世，享耆壽94歲。2023年5月20日臺南市政府於麻豆總爺藝文中心成立「文夏故事館」。

## 榮譽
- 中華文化復興運動總會國寶級藝人獎章（2004年）
- 第2屆金音創作獎傑出貢獻獎（2011年）
- 第23屆金曲獎特別貢獻獎（2012年）
- 第24屆台北文化獎特別獎（2020年）
- 褒揚令，2022年4月15日於台北第一殯儀館舉辦安息禮拜，副總統賴清德代替總統蔡英文頒發褒揚令，由遺孀文香與長女王文姬代表接受，表彰其對台灣傳統歌謠及音樂文化發展的貢獻，文化部部長李永得、資深藝人暨立法委員余天等也都到場致意。褒揚令全文如下：

歌壇耆宿文夏，本名王瑞河，勤悃宏朗，明慧早達。髫幼展露天分，胸懷絲竹奇能；因緣際會，奔赴日本就學，脩習聲樂譜曲，袪衣受業，遐抱弗移，開啟越六十載創作彈唱之音樂人生。嗣籌組文夏四姊妹樂團，允為寶島流行樂團前驅；先後錄製逾一千二百首名曲，尤以〈媽媽請妳也保重〉、〈黃昏的故鄉〉、〈再會呀港都〉等經典佳品揚稱，豐贍多元，寫實雋永；沾溉沁潤，深入民心。復跨足臺語電影表演，其於《臺北之夜》中，搭配主題曲、插曲播放，引領隨片登臺之演唱風潮，覃思穎異，吐舊容新。曾獲頒文化總會國寶級藝人獎章、金音創作獎傑出貢獻獎、流行音樂金曲獎特別貢獻獎暨臺北文化獎特別獎等殊榮。綜其生平，體現本土時代歌曲內涵，彰顯臺灣藝術文化軌跡，才具志圖，賡傳興詠。遽聞嵩齡辭世，軫悼良殷，應予明令褒揚，用示政府旌崇遺徽之至意。

總　　　統　蔡英文　　　　

行政院院長　蘇貞昌　　　　

## 外部連結
- 文夏在香港影庫上的簡介
- 中文電影資料庫─ 文夏 （页面存档备份，存于）